# 前略ふるさと様
『前略ふるさと様』（ぜんりゃくふるさとさま）は、日本の歌手である吉幾三が1987年6月25日に発表したオリジナル・アルバム。
キャッツタウンレコードからリリースした3枚目のアルバムである。

## 収録曲
A面
1. 津軽じょんから節
2. 故郷
3. 雪の夜
4. 大阪未練酒
5. 海峡
6. お・じ・さ・ん

B面
1. 東日流
「海峡」のB面曲。
2. 嘉瀬の奴踊り
3. 民謡はふるさと
4. 恋しゅうて
5. 今も横浜で
6. 津軽山唄
7. 前略ふるさと様